# فهرست بیمارستان‌های استان سیستان و بلوچستان
استان سیستان و بلوچستان ۴ دانشگاه و دانشکده علوم پزشکی در شهرهای زاهدان، ایرانشهر، زابل و چابهار دارد که جهت خدمات دهی بیشتر مسئولیت بهداشت و درمان تعدادی از ۲۶ شهرستان استان را برعهده دارند. تا قبل از افتتاح دانشکده علوم پزشکی چابهار تقسیم کار بخش سلامت به عهده ۳ دانشگاه پزشکی قبلی بود.
- دانشگاه علوم پزشکی زاهدان مدیریت ۷ شهرستان زاهدان، سراوان، خاش، میرجاوه، سیب و سوران، تفتان، و گلشن را برعهده دارد.[۳]
- دانشگاه علوم پزشکی ایرانشهر مدیریت ۸ شهرستان[۴] ایرانشهر،[۵] راسک،[۶] سرباز،[۷] دلگان،[۸] فنوج،[۹] لاشار، مهرستان[۱۰] و بمپور[۱۱] را بر عهده دارد.
- دانشگاه علوم پزشکی زابل مدیریت ۵ شهرستان شمال استان[۱۲] یعنی منطقه سیستان که شامل زابل،[۱۳] زهک،[۱۴] هامون،[۱۵] هیرمند[۱۶] و نیمروز[۱۷] را بر عهده دارد.
- دانشکده علوم پزشکی چابهار مدیریت ۶ شهرستان منطقه مکران[۱۸] که شامل: چابهار، کنارک، نیک‌شهر، دشتیاری، قصرقند و زرآباد را بر عهده دارد.[۱۹]

## فهرست
- فهرست بیمارستان‌های استان سیستان و بلوچستان

| ردیف | نام بیمارستان              | دانشگاه علوم پزشکی          | وضعیت | آدرس - سال تأسیس | تعداد تخت |
| ---- | -------------------------- | --------------------------- | ----- | ---------------- | --------- |
| ۱    | خاتم الانبیا               | دانشگاه علوم پزشکی زاهدان   | دولتی | زاهدان، ۱۳۵۰     | ۲۷۲       |
| ۲    | بیمارستان بوعلی            | دانشگاه علوم پزشکی زاهدان   | دولتی | زاهدان، ۱۳۳۳     | ۸۵        |
| ۳    | بیمارستان چشم‌پزشکی الزهرا  | دانشگاه علوم پزشکی زاهدان   | دولتی | زاهدان، ۱۳۶۷     | ۸۰        |
| ۴    | بیمارستان علی ابن ابیطالب  | دانشگاه علوم پزشکی زاهدان   | دولتی | زاهدان، ۱۳۸۲     | ۵۲۵       |
| ۵    | بیمارستان نبی اکرم         | دانشگاه علوم پزشکی بقیةالله | نظامی | زاهدان، ۱۳۹۵     | ۱۲۸       |
| ۶    | بیمارستان روان‌پزشکی بهاران | دانشگاه علوم پزشکی زاهدان   | دولتی | زاهدان، ۱۳۵۹     | ۸۰        |
| ۷    | بیمارستان علی اصغر         | دانشگاه علوم پزشکی زاهدان   | دولتی | زاهدان، ۱۳۶۳     | ۳۲        |
| ۸    | بیمارستان پیامبر اعظم      | دانشگاه علوم پزشکی ارتش     | نظامی | زاهدان، ۱۳۸۶     | ۳۲        |
| ۹    | بیمارستان ایرانمهر         | دانشگاه علوم پزشکی زاهدان   | دولتی | سراوان، ۱۴۰۰     | ۲۲۰       |
| ۱۰   | بیمارستان رازی             | دانشگاه علوم پزشکی زاهدان   | دولتی | سراوان، ۱۳۶۱     | ۲۶۴       |
| ۱۱   | بیمارستان امام خمینی       | دانشگاه علوم پزشکی زاهدان   | دولتی | خاش، ۱۳۸۶        | ۱۶۲       |
| ۱۲   | بیمارستان دارالشفا         | دانشگاه علوم پزشکی زاهدان   | دولتی | میرجاوه، ۱۳۸۶    | ۳۲        |
| ۱۳   | بیمارستان ایران            | دانشگاه علوم پزشکی ایرانشهر | دولتی | ایرانشهر، ۱۳۸۳   | ۱۹۸       |
| ۱۴   | بیمارستان خاتم الانبیا     | دانشگاه علوم پزشکی ایرانشهر | دولتی | ایرانشهر، ۱۳۴۹   | ۲۰۲       |
| ۱۵   | بیمارستان ولایت            | دانشگاه علوم پزشکی ایرانشهر | دولتی | راسک، ۱۳۹۳       | ۹۵        |
| ۱۶   | بیمارستان امام رضا         | دانشگاه علوم پزشکی ایرانشهر | دولتی | دلگان، ۱۳۹۶      | ۳۲        |
| ۱۷   | بیمارستان امید             | دانشگاه علوم پزشکی ایرانشهر | دولتی | مهرستان، ۱۴۰۰    | ۳۲        |
| ۱۸   | بیمارستان ولیعصر           | دانشگاه علوم پزشکی ایرانشهر | دولتی | فنوج، ۱۳۹۶       | ۱۶۲       |
| ۱۹   | بیمارستان امیرالمؤمنین علی | دانشگاه علوم پزشکی زابل     | دولتی | زابل، ۱۳۸۰       | ۳۷۲       |
| ۲۰   | بیمارستان تنفسی سینا       | دانشگاه علوم پزشکی زابل     | دولتی | زابل، ۱۳۹۹       | ۶۴        |
| ۲۱   | بیمارستان امام خمینی       | دانشگاه علوم پزشکی زابل     | دولتی | زابل، ۱۳۴۹       | ۲۲        |
| ۲۲   | بیمارستان سیدالشهدا        | دانشگاه علوم پزشکی زابل     | دولتی | زهک، ۱۳۹۴        | ۶۴        |
| ۲۳   | بیمارستان شهدای هیرمند     | دانشگاه علوم پزشکی زابل     | دولتی | دوست محمد، ۱۳۹۴  | ۳۲        |
| ۲۴   | بیمارستان امام علی         | دانشکده علوم پزشکی چابهار   | دولتی | چابهار، ۱۳۸۰     | ۲۰۰       |
| ۲۵   | بیمارستان محمد رسول‌الله    | دانشکده علوم پزشکی چابهار   | دولتی | نیک‌شهر، ۱۳۹۴     | ۶۴        |
| ۲۶   | بیمارستان نبوت             | دانشگاه علوم پزشکی ارتش     | نظامی | کنارک، ۱۴۰۲      | ۹۶        |
| ۲۷   | بیمارستان امام حسین        | دانشکده علوم پزشکی چابهار   | دولتی | کنارک، ۱۳۹۶      | ۲۵        |